# ツェツィーリア・フォン・グリーヒェンラント
ツェツィーリア・フォン・グリーヒェンラント・ウント・デーネマルク（ドイツ語：Cecilia von Griechenland und Dänemark, 1911年6月22日 - 1937年11月16日）は、ヘッセン大公家家長ゲオルク・ドナトゥスの妻。ギリシャ王国の王族で、ギリシャ語名はセシリア（Σεσίλια）またはケキリア・ティス・エラザス・ケ・ザニアス（Καικιλία της Ελλάδας και Δανίας）。家族からはセシル（フランス語名：Cécile）と呼ばれた。
日本語文献ではセシリアの名で言及されることが多く、本記事でも以下これを用いる。

## 生涯
ギリシャ王子アンドレアス（ゲオルギオス1世の四男）と、アリス・オブ・バッテンバーグ（初代ミルフォード・ヘイヴン侯爵ルイスの長女）の三女として、ギリシャ王家の夏の離宮タトイ（アテネ北方50キロ）で生まれた。姉にマルガリタ、セオドラ、妹にソフィア、弟にエディンバラ公フィリップがいる。1922年、母方の叔父ルイス・マウントバッテン卿とエドウィナ・アシュレイの結婚式に、姉妹たちと一緒にブライズメイトを務めたことがあった。

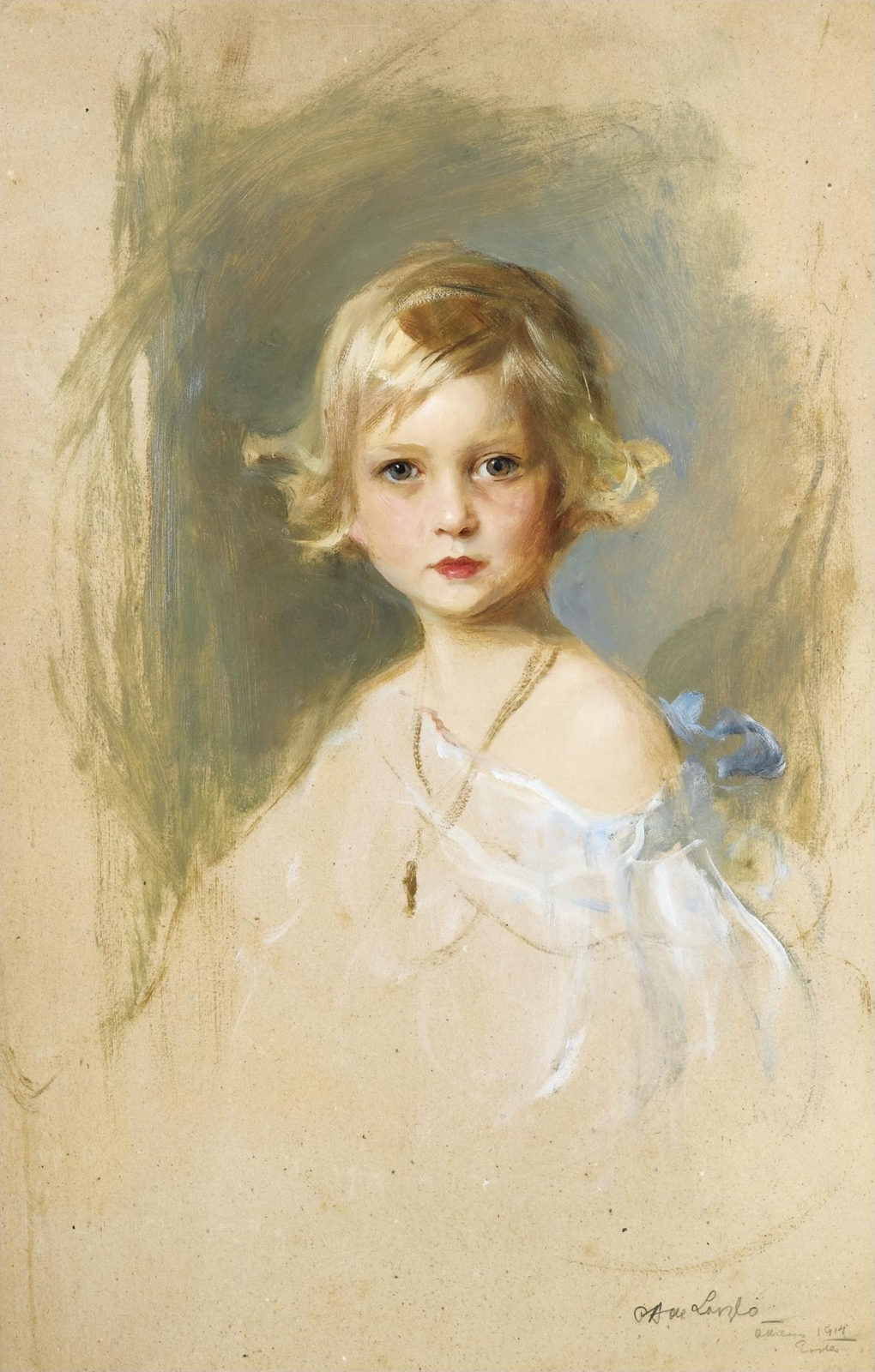
1914年、セシリア

1931年2月、ダルムシュタットで元ヘッセン大公エルンスト・ルートヴィヒの大公世子で母の従弟にあたるゲオルク・ドナトゥスと結婚した。2人はルートヴィヒ・エルンスト、アレクサンダー・ゲオルク、ヨハンナ・マリナの3子をもうけた。1937年5月、セシリアは夫とともにナチスに入党した。
1937年10月、ゲオルク・ドナトゥスの父エルンスト・ルートヴィヒが亡くなった。その数週間後に、ゲオルクの弟ルートヴィヒとマーガレット・ゲッデスの結婚式がロンドンで挙げられることになっていた。11月16日、ゲオルク・ドナトゥス、セシリア、2人の息子たち、エレオノーレ大公妃ら一行はロンドンへ向けてダルムシュタットを飛行機で発った。ベルギーのオーステンデにさしかかったところで、搭乗機は工場の煙突に激突して墜落。乗客・乗員全員が死亡した。第4子を妊娠して8ヶ月の身重だったセシリアの遺体は、残骸の中から発見された。
セシリアは、夫と息子たち、そして死産した男児とともに、ヘッセン大公家のローゼンローエの墓地に葬られた。孤児となった一人娘ヨハンナ・マリナは、叔父ルートヴィヒとマーガレット夫妻に引き取られた。しかし、ヨハンナ・マリナはわずか2年後に脳膜炎で夭折し、両親と兄弟の元に葬られた。

## 子女

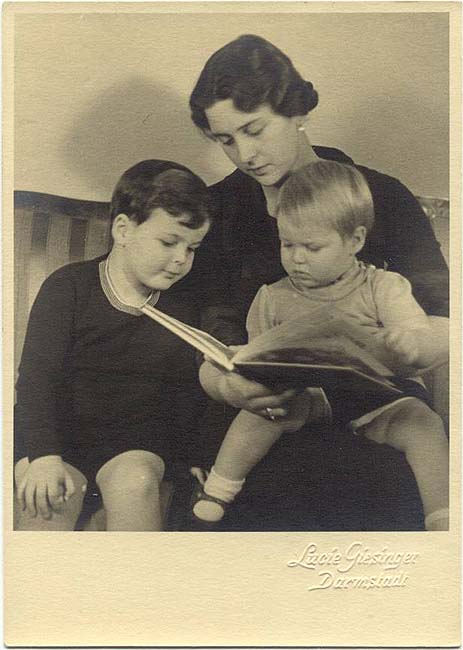
2人の息子とセシリア

- ルートヴィヒ・エルンスト・アンドレアス（英語版）（1931年 - 1937年）
- アレクサンダー・ゲオルク・カール・ハインリヒ（英語版）（1933年 - 1937年）
- ヨハンナ・マリナ・エレオノーレ（1936年 - 1939年）
- 男児（1937年、死産）